# オーディオマニア
オーディオは、本来音響機器を意味する英語であるが、日本では音響機器を使用しての録音や音楽再生、また音響機器そのものの収集や自作など趣味としての領域全般を「オーディオ」と呼ぶようになっている。本項では、こうした概念としてのオーディオについて述べる。

## 概要
オーディオ趣味の発展は、音響機器の開発・発展と軌を一にしており、一般家庭用に電気式蓄音機（電蓄）が登場しはじめた1930年代のアメリカ合衆国が発祥とされる。その後まもなくヨーロッパや日本にも広まった。
オーディオの目的は、第一義にはよい音で音楽を聴くことであるが、「よい音」の定義は一様でない。下に述べるように客観的指標となるものは存在するが、あくまでも人間が耳で聴いて判断するために、数値がそのまま評価となるわけではない。したがって、方法論も多様であり、歴史的な変遷から主流を外れ、一般には時代遅れとされる方式や機器類についても懐古趣味的な意味だけでなく音質面からなお支持する層がある。また、音響機器自体が蒐集や自作の対象ともなっており、一方で美観やインテリア的なデザイン性を備えた製品群もあるなど、音質面に限らない趣味性を有する。
特に趣味が高じて熱狂的にこれらに邁進する者も見られる（後述）。

## 「よい音」とは
『瀬川冬樹のステレオテクニック』によれば、「よい音」の条件として、雑音がないこと（S/N比が影響）、音にクセや不自然さがないこと（歪み、周波数特性、ダイナミックレンジが影響）、分解能（個々の音を描き分ける能力）が高いこと、ステレオ再生の場合はさらに、音像の定位、距離感、臨場感（クロストークや位相特性が影響）に優れていることが挙げられている。
基本的には生で聴く音楽の音の感じにどこまで近づけるか、言い換えれば「原音再生」が理想とされる。音楽再生の方法論としては、録音された音をできるだけ損なわずに鳴らそうとする高忠実度再生＝Hi-Fi（High Fidelityの略）を指す。一方、1950年代ごろのイギリス音響界でハイ・フィデリティについて議論が繰り返されていたころに生まれたのが、グッドリプロダクションという考え方である。これは、オーディオを通じて再生する以上、その音はあくまでも「生に似た感じ」であって、生の音そのものではあり得ないとする立場で、忠実度よりもむしろ耳に快い、美しく聴き心地のよい再生音を目ざそうとする方向である。
なお、どういった音が「生の音」かについては、それぞれの主観による見解の相違がある。オーディオ評論家の長岡鉄男と江川三郎が、それぞれ自分の追求する音を生の音に近いとし、相手の追求する音を人工的に手を加えた音と評していたのは、その一例である。

## オーディオの歴史
『オーディオの系譜』（瀬川冬樹著）によれば、1948年6月にアメリカCBSによって発売されたモノーラルLPレコード（以下レコード）が、いわゆるハイファイ・オーディオの発達を促す導火線になった。レコード出現に合わせてアメリカのオーディオ産業は発達し、ゼネラル・エレクトリック社、ピカリング社、フェアチャイルド社がレコード針の「御三家」として製品を競い合う時代が続いた。
1950年代に入ると左右それぞれの音声を記録するステレオ（ステレオフォニック）方式の開発が進み、1958年にはステレオ録音のレコードが市販された。ステレオレコードはそれまでのモノラルレコードに比べて劇的に臨場感のある再生を可能にし、オーディオ産業はいっそうの発展を見た。この時代には録音メディアであるオープンリール方式のテープレコーダーも登場しているが、その大きさと扱いにくさゆえ広くは普及しなかった。
1960年代から70年代にかけて第一次オーディオブームが起こった。機器をまとめて家具調の木製キャビネットに収めたオーディオシステムが流行し、当時「ステレオ」といえばこれを指すほどであった。一方で、レコードプレーヤー、アンプ、スピーカーなどの各機器をメーカーを問わずに好みで組み合わせるコンポーネントステレオ（コンポ）の概念と製品も生まれ、後にこれがオーディオ趣味の主流となっていく。アンプは真空管からトランジスタへと変わった。また、4つのスピーカーを使用して音場再生する4チャンネルステレオ方式が出現した。これはのちのサラウンド方式を含むマルチチャンネルにつながるものだったが、規格が統一されず、商業的に失敗に終わった。
1970年代にはコンパクトカセットが登場、その簡便さから急速に普及した。1969年にはNHK-FMがステレオ放送を開始しており、FM放送をカセットに録音する「エアチェック」がブームとなった。また、レコードの複製にも使われていた。
1980年代に入ると、オーディオ業界は従来のアナログ方式からデジタルオーディオへと転換していく。1980年～1982年頃にはビデオテープレコーダーの台頭などでオーディオ製品の売り上げが極度に落ち込んだが、1982年に登場したCDはレコードに取って代わり、CDを中心としたコンポーネントステレオが飛ぶように売れた。これは第二次オーディオブームと呼ばれる。この時代はハイファイビデオとレーザーディスクが登場し、オーディオとビジュアルの融合の黎明期でもあった。
1990年代には機器のデジタル化･小型化･簡易化が進んだ。1992年に登場したMDは簡単な操作でCDの複製が可能であった。この時期はレンタルCDの法的整備も進められ、CDを借りてMDに複製することが広く行われるようになった。このためコンパクトカセットの市場は急速に縮小し、FM放送は音楽の入手経路としての役割を終えた。このころから日本ではバブル崩壊の不況に突入。さらに娯楽の多様化、都心回帰による一戸建て離れもあり、ミニコンポやCDラジカセ、イヤホン・ヘッドホンなどの安価で簡便な機器が主流となってゆき、専用のオーディオ機器は急速に売上を落としていった。このため総合家電メーカーのほとんどがオーディオ事業から撤退し、オーディオ専業メーカーは倒産･廃業･事業の転換が相次いだ。
2000年代になってSuper Audio CDやデジタルアンプ（D級アンプ）などで巻き返しを図ったが、オーディオ市場の縮小を止めるには至らなかった。その一方で地上波デジタル放送の開始に向けてDVDと薄型テレビの売上が急速に伸び、家庭でもデジタルの高画質・高音質が体感できる時代となり、音と映像を一緒に楽しむ5.1サラウンド等のオーディオ・ビジュアルが一大ブームとなった。また、DTMにより作曲も身近なものになった。
iPod等のデジタル音楽プレイヤーやスマートフォン、音楽配信サービス、ハイレゾなども登場し、オーディオを楽しむ文化自体はより身近になって現在に至っている。

## オーディオの種類
オーディオ機器は、ソース・ソフトから電気信号を読み取るプレーヤー類、電気信号を増幅させるアンプ類、電気信号を空気振動による音として再生するスピーカーに大別される。これらのほか、各機器をつなぐケーブル類、設置のためのインシュレータや台（オーディオラック）などをアクセサリ類として扱う。また、オーディオを設置する部屋の構造や材質も再生音に影響を与え、同時に再生音が周囲には騒音と受け取られるおそれがあるため、専用のオーディオ・ルームが設計される場合もある。
プレーヤー類
CDプレーヤー、レコードプレーヤー、カセットデッキ、FMチューナーなど、メディアに対応した機器がある。「音の入り口」として、メディアに記録された情報をいかに汲み取るかが重視される。
アンプ類
プリアンプ（コントロールアンプ）、メインアンプ（パワーアンプ）、プリメインアンプ、FMチューナーとの一体型のレシーバーなどがある。再生音の品位や力感に影響するとされる。
アンプにはトランジスタを使用したものが主流であるが、真空管を用いた管球アンプも根強い人気がある。真空管アンプマニアのために、一度は生産が縮小された真空管の生産が再開されたり、まだこれらの生産が続いていたロシアから、航空・軍事向けに質の高い真空管を生産していたメーカーの品だけを輸入する所も見られる。さらには、自作パソコン分野でもオーディオマニアをターゲットにして、真空管アンプを搭載したマザーボードが発売された事もある。
スピーカー
ピュアオーディオでは原則として2チャンネル方式（2個のスピーカーを左右に配置する）を取る。「音の出口」として再生音に直結しており、個性をもっとも左右する機器とされる。
再生方式の違いによるホーン型、コーン型、リボン型、平面型などのユニットの種類があり、素材もさまざまに開発されている。これらのユニットを高音域、中低音域用に組み合わせた2ウェイ方式や高・中・低音をそれぞれのユニットに分けた3ウェイ方式が主流である。一般にユニット数が多いほど値段が高くなる傾向にあるが、2ウェイの高級機もある。各音域を受け持ったユニットをそれぞれ別個のアンプで駆動するマルチアンプ方式もあり、高級オーディオで見られる。
またケーブル接続には、スピーカー単位で一組のケーブルを使用する一般的なシングルワイヤリング接続と、音域ごとのユニットにそれぞれケーブルを接続するバイワイヤリング方式がある。
アクセサリ類
オーディオラック、スピーカースタンド、ピンケーブル、インシュレータ、電源タップ、オーディオラックなど。従来は主役的機器類に対して補助的な位置づけであったが、近年は音楽制作スタジオと共により重視される傾向にあり、中には機器類の価格に匹敵あるいは凌駕する高級ケーブルもある。客観的な性能をスペックとして表すことが難しいため、これに目を付けたオカルト的な製品も登場している。
なかには「アンプとスピーカーはアクセサリー、カートリッジとケーブルがメイン」と言う人もいる。

### オーディオ機器の選択
音響機器は入門機からハイエンドといわれる高級機まで値段の幅が限りなく広い。とはいえ、高級機を除くと、メーカーは消費者のニーズを調査して価格設定しており、その結果、同程度の製品がほぼ同じ価格帯で競合している。したがって消費者は、各自の予算に合わせた価格帯にある候補から、自分の好みや目的に応じて機器を選び、組み合わせることになる。
一般に、機器の値段が高いほど高級であり、再生音の音質・品位も向上する。しかし、一定の水準からは、音質向上よりもむしろ個性の変化やデザイン性など外観の要素が大きくなってくるとされる。コンポーネントステレオでは、各機器の組み合わせによって好みの再生音とすることが可能であり、また各機器特性の相乗効果（相性）による音質向上や逆効果もあるとされるため、オーディオ専門店のすすめやオーディオ雑誌に掲載されたオーディオ評論家の批評・「推奨組み合わせ例」がしばしば参考にされる。

### コレクション性
オーディオ機器は、目的とする再生音だけでなく、機能的あるいは豪華な意匠や素材などの要素にも利用者に魅力に映る部分があり、その様なデザイン性も重要なポイントである。基本的に、機器が高額になればなるほど素材的にも見た目にも高級感が増す傾向にある。例えば、プレーヤー類やアンプ類ではイルミネーションランプあるいは真空管の放つ光、スピーカーでは家具調の木目やホーンの形状・素材感などがリスニング空間を演出することになる。
これはオーディオ機器が視覚上も大きな価値を示している訳で、コレクターと同質の要素を含んでいると考えられる。生産を終了した旧モデルであっても、音質・デザイン性に優れるとされたものは「往年の名機」として人気・需要があり、中古市場も活況を呈する他、これら「往年の名機」にまつわる復刻モデルやリスペクト要素を含む製品が企画・製造されることもこの業界では多々ある。
なお、日本では、バブル景気の頃に絶頂期を迎えた音響機器の往年の名機が電気用品安全法（PSE法とも）の改正に伴い2006年4月より販売できなくなる（電子楽器類も含む）（検査を合格すれば販売は可能）という事態になり騒動と混乱が起こり、経済産業省が周知が不十分であった事を認めた上で迂回策を提示した（→PSE問題）。

### アナログ対デジタル
「オーディオの歴史」で述べたとおり、オーディオ機器は現在までにいくつかの方式の変遷を経てきている。愛好家の中では、そうした録音・再生方式を巡ってしばしば議論や対立が生じる。「アナログ対デジタル」は、そうした議論・対立のひとつの典型である。
アナログ方式・デジタル方式は、実際には録音時にも用いられる方式の選択肢であるが、愛好家の議論の場合は、もっぱらオーディオ機器による再生時の方式の違いであり、メディアとしてはレコードとCDの対立となる。
オーディオ評論家の長岡鉄男は、「最高のアナログは最高のCDを上回るが、最低のアナログは最低のCDを遥かに下回る」と述べている。

#### アナログ派の批判と反論
アナログ方式及びレコードを支持した愛好家のデジタル・CD批判はおよそ次のようなものである。
- CDは、標本化の前段階で20kHz以上の音をローパスフィルタで切り捨てている。このため、原音の雰囲気が再現できないほか、倍音成分を多く持つ音源（弦楽器など）の再現に難がある。
- CDは、量子化の時点で電圧を16bit（65536段階）に丸めてしまうため、ダイナミックレンジに理論的な上限が存在する。特に弱音域では大きな量子化誤差が発生するが、これはレコードで発生するランダムなノイズと比べて聴感上の悪影響が大きい。
- レコードは機器の使いこなしによって音質を向上させる余地がある。また、聴くソースによって最適なアームやカートリッジ・フォノイコライザーを選び調整（いじる）するというＣＤＰにはない喜び・醍醐味がある。
- レコードの音は「温もりがある」、「柔らかい（耳に優しい）」、「自然」である。
- CDプレーヤーはピックアップの製造元（例：フィリップススイング型）の製造終了に伴い、多くの良質かつ往年の高級機のメンテナンスができなくなっていることへの憂慮と懸念がある（デジタル肯定・アナログ派）
- デジタルチップはパソコンと同様に日進月歩が激しく、高級機がわずか数年であっさり後発低価格機に負かされる。また、インターネット経由でのハイレゾへ移行しつつあり、デジタルパッケージメディアに投資することに疑念をもつ。
- DVD-A等のように新しいフォーマットが出ても長続きがしない。

#### デジタル派の批判と反論
これに対して、デジタル方式及びCDを支持した側の反論は以下のようになる。
- LPレコードに記録できる帯域は通常100Hz～10数KHz程度であり、これはCDよりも狭い。また、レコードはCAV（角速度一定）であるため、内側の再生ほど線速度が遅く、高域の周波数帯域が狭くなっていく。さらに、レコードは再生することによって音溝が磨耗し、特に高音域が徐々に失われてゆく。
- 電子楽器などの音の立ち上がりや減衰が激しい音源、打楽器やピアノの打鍵などのパルス性の音源ではデジタル方式が優位にある。また、レコードではクロストークやオーバーハングによる音質劣化が避けられない。
- レコードを最高の音質で再生するためには振動が無く安定した場所の確保、高価な機器とそれを使いこなすだけの知識・技術が必要であり、レコード盤の保管にもCD以上に気を遣う必要がある。対してCDは不安定で振動がある場所、安価な機器でも比較的良い音質が得られ、メディアの保管も楽である。
- 量子化誤差はA/D変換時の工夫でかなり改善される。最近のCDではΔΣ変調などで聴感上の量子化誤差を抑えている。
- レコードの音が自然に感じられるのは、適度に歪みが加えられた結果と思われる。聴感上良い音に感じられても、原音再生の理念からは外れる。

#### アナログ・デジタル共存へ
初期のデジタル音源はファイル圧縮などで劣化が避けられなかったが、デジタルオーディオプレーヤーや高音質な音声ファイルフォーマット、ハイレゾリューションオーディオの登場、Blu-ray Audioやインターネットによるハイレゾ音楽配信などの流通形態の登場、デジタルアンプの製品化など、デジタル製品の高性能化やバラエティの拡がりが顕著となり、高音質オーディオ分野でもデジタル製品が圧倒的になった。
一方で2010年代頃からは、LPレコードやカセットなどのアナログ独特の音質劣化を楽しむ目的で見直されるようになり、旧音源のLPリリースが増えてきているほか、新録音の光メディアとLPを同時リリースも増えてきている。アナログレコードの再生には、針の上げ下げ、曲の頭出し、カートリッジの交換、MCカートリッジ使用に伴うトランスやヘッドアンプの選択、振動の伝わらない設置場所の確保など、複雑な手順がともなう。愛好家にとってはそれもまた愉しみの1つであり、それがアナログレコードに強い趣味性を持たせる事となっている。

## オーディオ・マニア
オーディオ愛好家の中でも、並外れて高額な資金を投じて機器類を蒐集したり、機器類の自作にこだわる層をオーディオマニアと呼ぶ。ただし単に愛好している場合でもマニアと呼ばれる場合があり、マニアと一般愛好家の厳密な区分は困難である。
とくにマニアとされる人々は、大衆一般への普及を目指すゼネラルオーディオなど、廉価な製品には見向きもしない。ハイエンドと呼ばれる高級機器やそれら専門メーカーのブランドで機材を揃える者はごく一般的であり、理想の機器が無いとしてスピーカーやアンプの自作・改造に熱中する者もいる。機器類に限らず、スピーカーケーブルや電源ケーブル、コンセントの素材・配線の長さなどにいたるまで拘りの対象は向けられる。高価なケーブル類に熱中するマニアには「電線病」と自称・他称される様な固有の趣味文化も見出せる。これらの結果として、結構な経済力を要求される一面があり、収入の相当の割合をオーディオの為に費やす者も見られる。
こういった「こだわり」は音響機器のみならず、それを設置する環境にも向けられる。例えば交流電源である家庭用電灯線から電力を得ているためハムノイズ等の問題をはらみ、また住宅街にあっては周辺環境の雑音を完全に防ぐ事は難しい。自分の楽しんでいる音が、逆に周囲には騒音の発生源となってしまうケースもあり、オーディオ・ルームの防音対策や専用の防音室の設計・改築するマニアのため、こうした施工を専門的に行う業者や組み立て設置ブース型の製品も存在している。また、ノイズ発生に対して敏感になるあまり、ノイズ発生源となる可能性があるものを徹底的に排除するため、同じ建物内の照明に蛍光灯を使用しないという者や、エアコンや冷蔵庫などについてインバータを利用していない方式の機器を探す者も見られる。またオーディオマニア向け製品としてノイズ対策が施されているという数万円もする様なコンセントプレートというものまで存在する。
それぞれの目ざす理想の“音の良さ”も多種多様である。マニアの一部には、実際に自身の耳でどう聞こえるかよりも、測定機器類の示す数値の方を信用する「スペック信仰」という立場もあれば、より自分が聞いて良く感じる音を理想とする立場もある。また、コンサートの生音よりも、自宅のオーディオ機器による「理想の再生」を好み、自宅と比べてコンサートホールの音響を批判し、特定のホールの特定の座席位置以外では演奏を聴かないといった言辞も見られる。
なお医学的には、人間の耳の性能は予想以上に低いという調査結果が出ている（ハイレゾリューションオーディオに対する論争を参照）。
また、ある一面で本末転倒ではあるが、高スペック・高音質を追求する高級オーディオ分野では、音楽よりも各種機材の収集と空気感や臨場感の追求・比較が専らの目的となり、CDやレコードはもっぱら音質チェック・機材比較用のサンプルとしてだけ利用され、記録媒体にコンテンツとして収録されている音楽の持つ芸術性や演奏者の感性などにはほとんど興味や理解を示さない者もいる。

### マニアの功罪
オーディオ趣味は古くは19世紀の蓄音機などにまで遡り、オーディオが産業として成立してからでもその歴史は100年をゆうに超える。
オーディオ産業では、機材の購入者・ユーザー・批評者として、数多のオーディオマニアが機材・テクノロジーやさらにはオーディオ文化そのものの発展の一翼を担ってきた。オーディオ機器の製造メーカーにとっても、新技術・新製品の開発計画や販売戦略を立てるにおいて、大勢としてのオーディオマニアの動向は無視できないものになっている。また、肯定･否定のいずれにしても、著名なオーディオマニアが下した評価が機器・パーツの売れ行きを直接・間接に左右することもこの業界では少なからず起きる。
だが、そのオーディオマニア層には特定の機器やメーカーへの思い入れやこだわりを非常に強く抱いている者が少なからず見られ、得てして他者のシステムや自分の気に入らないメーカーやテクノロジーに対して冷淡な評価を下す傾向があり、その様な言動を声高に行う者が見られる。また、リスニングではなく他者への自慢を目的に高級機器や希少価値の高い機器を蒐集したり機器を自作するといった唯我独尊タイプや、プロ向けとして高品位を謳う機種を至高としてコンシューマー向け機器を全否定・唾棄する言動、さらにはコンシューマ向け機器の性能で実用十分と満足している層を「本物の音楽を聞く耳が無い」などという形に決め付けて馬鹿にする様な言動に終始する者も存在しており、インターネット上の掲示板などで激しい論争や批判に発展することもしばしばある。こうしたマニアの存在は、オーディオ入門者や単純に好みの音楽を良い音で楽しむ手段として自身の予算に応じた機器を買い求める一般愛好家にとっては参考にならずむしろ迷惑なものであり、オーディオ業界の各機器メーカー・販売店にとってすら新たな顧客拡大への阻害要因と判断され看過できない場合がある。
この様な一部マニアの存在も一因となって、高級オーディオ専門店であっても富裕層やエルダー層（時間・購買力に余裕のある中高年層）をメインターゲットとしている店舗の中には、「音楽を楽しむ」のではなく機材を買い漁る、あるいは試聴や店員相手に自分の批評を開陳することだけを目的に来店するなど、品格面に欠ける言動をする「オーディオ機材マニア」はお断りという姿勢を明確に打ち出しているところもある。
また、上記のような極端なマニアは「入場お断り」として、低価格オーディオの利用者層を対象にハイエンドと呼ばれる製品に触れてもらい、本格オーディオ機器の普及拡大を目指したイベントが開催された事もある。このイベントでは、来場者が持参した2000年代の主流であるデジタルオーディオプレーヤーやCDなどを、業界団体「my-musicstyle実行委員会」の専門家が構築したオーディオシステムに音源として投入し、本格的なシステムの奏でる音を「ちゃんとした音」と位置付けて、テーマ別に音響面でもインテリア面でも調和した環境で聞かせるという趣向が組まれていた。

### 発展形態
オーディオマニアの発展系あるいは近い層として、家庭用テレビジョンが技術的に発達してきた1980年代以降、AV（オーディオ・ビジュアル）マニアや映像マニアが出現している。
これは映像単体であったり、映像と音響を融合させた分野で、オーディオマニアと同種のメンタリティーや行動形態をとる。従来の防音室に代わって、完全暗室を求めたりする傾向も見られる。例を挙げると、洋画や邦画、アニメ、ドラマ、ゲームなどにおいて画質と音質を極限まで追求する人達のことをAVマニアなどという。
これらは従来のオーディオマニアと同様にホームシアターなどの設備導入に熱心である。2000年代頃より従来のオーディオマニア市場を支えた団塊世代を中心に、大型薄型テレビやビデオプロジェクターを従来から持つオーディオセットに組み入れ、DVD・BDを音源兼映像ソースとして往年の名画を楽しむという動向も見られる。
このエルダー層への流行という傾向では、映像機器には音響機器以上に多種多様な機器間の接続形態があるため、これを地域のホームシアター設置に対応する電器店に依頼するケースも見られ、これにより一頃には衰退した「街の電器屋さん」が再び活路を見出し活性化する現象も発生させている。家電量販店でもこのような需要に対応しようという動きが見られる。

#### パーソナルコンピュータ関連
パーソナルコンピュータでは、オンボードのサウンド機能についてはある時期以降Hi-Fi対応（High Definition Audio）となっている。1990年代末より従来のサウンドカードよりも音響特性に特化した製品が多く出回るようになっている。デジタルオーディオプレーヤーの普及に伴い、内部回路に様々な工夫を施すことで再生品質を向上させたとするサウンドカードが音響機器メーカーによって発売され、パソコンのチューンアップが図られるようになった。近年ではパソコンメーカー側も、パソコンでの地上デジタル放送受信やBD、DVD再生機能の搭載に伴い、付加価値として音響性能を重視し、高機能なサウンドカードや、一体型パソコンにおいて音響機器メーカーのスピーカーを搭載したパソコンを発売している。サウンドカードの中には単なるステレオ再生だけではなく、DVDの多チャンネル記録に対応して、多様なチャンネル出力に対応する製品も登場している。PCオーディオ ハイレゾリューションオーディオ
従来はCDプレーヤーなどにも搭載されていた光出力に対応したサウンドカードを利用して外部のアンプに接続する方法も取られるようになり、これらに伴ってスピーカーも従来の手軽に鳴らすことから相応の音質向上を主眼とした製品が現れている。
また、デスクトップミュージック (DTM) の分野では、MIDIを使用して演奏者の指使いや打鍵の強弱まで表現した臨場感のある再生品質が得られる例もあるとされる。
その他、変わったところでは、過去に真空管アンプを回路に組み込んだ自作用途のマザーボードが発売されたこともある。

### 著名なオーディオマニア
ビル・ゲイツ
自宅には約7千万円を掛けたオーディオセットを持っているとの事である。
ヘルベルト・フォン・カラヤン
デジタル録音に関心があった指揮者の一人。CD規格の策定にあたって録音時間をベートーベン第九全編が入る長さ（74分）を確保すべきと主張し採用された。また、音を出しながら早送りと巻き戻しが可能であることも重要と意見を出している。本人も大規模システムを所有し、原音忠実再生を目指していた。
浅野勇
1972年、自身が学生時代より半世紀近くも夢中となったオーディオの世界について、技術的側面、文化的側面の両方の観点からまとめた本を出版している。ラジオから分かれた趣味のオーディオの世界の起源と、その後、半世紀の間に完成されていったその世界について彼の仲間（他に、伊藤喜多男、岡俊夫、安斉勝太郎、金子秀、新忠篤の名がある）の座談会記録などから、客観的に知ることができる。
九代目林家正蔵
落語家。ジャズマニアとしてしられ、LP3万枚以上、CD1万枚以上を所有している。かつてジャズ評論家として自ら司会を務めるラジオ番組を持っていた。自宅の地下室はAVルームとなっている。
石田衣良
小説家。
小倉智昭
元アナウンサー、司会者。自宅や北海道にAVルームを所有しており、THXマークをクレジットすることをホームシアターとしては日本で初めて許されている。自身が司会を務める「情報プレゼンター とくダネ!」でもオープニングトークやAV機器に関するニュースの際に熱く語っている。オーディオ機器だけでなくビジュアル機器にも精通している。
コブクロ
フォークデュオ。「タモリ倶楽部」の企画「オーディオマニア タモリ・コブクロのダイナミックショッピング」に出演。
ささきいさお
歌手、声優、俳優。アニメ主題歌の歌唱で著名。自宅AVルームのスピーカーは本人による自作。ビジュアル機器にも造詣が深く、自宅のAVルームがAV専門誌またはサイトで時折紹介されている。
松本隆
作詞家。ロックバンドはっぴいえんどの元ドラマー。自宅には約3000万円をかけたオーディオセットを持っているとの事である。
グッチ裕三
タレント、リビングルームに真空管アンプが二台ある。
高橋克典
俳優、接続用のDINコードにも神経を使うほどの音に煩いマニアである。

## 日本での動向
1980年代からいわゆる「おたく」という言葉が登場し、オーディオマニアもこの範疇に含められる場合が増え、「オーディオおたく」という表現やこれを略して「オーヲタ」という言葉も生まれている。
昭和時代には栄華を誇った東京・秋葉原のオーディオ専門店については、秋葉原のアニメ・ゲーム系おたくの街へという体質的な変化の他、2006年以降の電気用品安全法の運用を巡る混乱などで中古機器の専門店が打撃を被った影響もあって、全盛期の頃の面影は見るべくも無い。だが、特に俗にビンテージ品などと言われる中古品を扱う店舗については、補修に使う高級電子部品の調達のしやすさなどもあり、現在も秋葉原界隈に店舗を構え続ける店は多い。

### 日本のオーディオ評論家
- 麻倉怜士
- 朝沼予史宏
- 石田善之
- 石原俊
- 井上千岳
- 入江順一郎
- 上杉佳郎
- 江川三郎
- 岡敏雄
- 荻昌弘
- 貝山知弘
- 金子英男
- 神崎一雄
- 窪田登司
- 五味康祐
- 小林貢
- 柴崎功
- 菅野沖彦
- 瀬川冬樹
- 高城重躬
- 高島誠
- 寺島靖国
- 長岡鉄男
- 傅信幸
- 林正儀
- 福田雅光
- 藤岡誠
- 柳沢功力
- 吉田伊織
- 若林駿介

### オーディオを扱った主な雑誌（日本）
他に音楽雑誌やFM情報誌、オーディオ・ビジュアル (AV) 誌などにもオーディオを扱ったもの、または特集やコーナーが掲載・連載される場合があるが、ここでは除く。

#### 年刊・季刊誌
- 『オーディオ・アクセサリー』　音元出版
- 『analog』　音元出版
- 『ステレオサウンド』　ステレオサウンド社
- 『管球王国』　ステレオサウンド社
- 『AUDIO BASIC』　共同通信社

#### 月刊誌（隔月含む）
- 『stereo』　音楽之友社
- 『MJ無線と実験』　誠文堂新光社
- 『ラジオ技術』　アイエー出版